# Lota (Cile)
Lota (dal mapudungun Louta, "piccolo casale") un comune del Cile centro-meridionale; è uno dei 12 comuni della provincia di Concepción, nella regione del Bío Bío. Il territorio comunale si estende su una superficie di 136 km², conta poco più di 49 000 abitanti, con una densità di 360,95 abitanti per km².

## Storia
Venne fondata dal Gobernador spagnolo Ángel de Peredo il 12 ottobre di 1662, come fortificazione nella guerra d'Arauco, con il nome di Santa María de Guadalupe. 
Comunque, solo dopo l'Indipendenza del Cile, in seguito alla scoperta delle miniere di carbone, e del loro sfruttamento da parte di Matías Cousiño, che si sviluppa un villaggio moderno nel posto conosciuto come Louta dai Mapuche; è riconosciuta ufficialmente come città il 5 gennaio 1875.

## Monumenti e luoghi d'interesse
Le sue principali attrazioni turistiche includono:
- le visite guidate alle miniere di carbone, gallerie sotterranee e bassi fondali.
- il  parco Lota, creato dalla famiglia Cousiño.
- il Museo storico di Lota.
- la  spiaggia Bianca, trovata fra i confini dei comuni di Lota e Coronel.
- la centrale idroelettrica di Chivilingo (1897), la prima del suo genere in Cile e la seconda in Sud America, disegnata da Thomas Alva Edison.

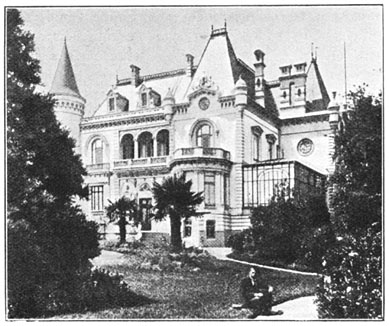
Palazzo della famiglia Cousiño a Lota